# Motherland: Fort Salem
Motherland: Fort Salem è una serie televisiva statunitense trasmessa su Freeform, a partire dal 18 marzo 2020.

## Trama
Motherland: Fort Salem è ambientata in un mondo dominato dalle donne, dove gli Stati Uniti terminarono le persecuzioni contro le streghe 300 anni prima della storia principale, tramite l'Accordo di Salem, un documento che, in cambio della pace, obbliga tutte le streghe a prestare servizio militare per il proprio paese. Attualmente il nemico principale del mondo è la Spree, un'organizzazione terroristica che vuole l'indipendenza delle streghe dai vari governi.
La serie segue le vicende di tre streghe, reclute della stessa unità dell'Esercito degli Stati Uniti d'America: Raelle Collar, Abigail Bellweather e Tally Craven. Le tre ragazze, di stanza a Fort Salem, dovranno allenarsi, assieme alle loro compagne d'armi, nel combattimento militare e nell'utilizzo delle corde vocali che permettono loro, attraverso vari vocalizzi, di utilizzare potenti incantesimi.

## Episodi
| Stagione         | Episodi | Prima TV USA | Pubblicazione Italia |
| ---------------- | ------- | ------------ | -------------------- |
| Prima stagione   | 10      | 2020         | 2020                 |
| Seconda stagione | 10      | 2021         | 2021                 |
| Terza stagione   | 10      | 2022         | inedita              |

## Personaggi e interpreti

### Personaggi principali
- Raelle Collar (stagioni 1-3), interpretata da Taylor Hickson,[3] doppiata da Veronica Puccio.
 Una strega, apparentemente orfana di madre, con un grande potenziale latente.
- Scylla Ramshorn (stagioni 1-3), interpretata da Amalia Holm,[3] doppiata da Rossa Caputo.
Una strega necro, cadetta del secondo anno dal passato misterioso, che si fidanza con Raelle. A causa dell'omicidio dei genitori, giustiziati perché disertori, entra a far parte della Spree.
- Anacostia Quartermaine (stagioni 1-3), interpretata da Demetria McKinney,[3] doppiata da Alessia Amendola.
Un'inflessibile sergente a Fort Salem.[4]
- Tally Craven (stagioni 1-3), interpretata da Jessica Sutton,[3] doppiata da Mattea Serpelloni.
Una strega che, nonostante la possibilità di non arruolarsi in quanto ultima discendente della famiglia, decide di prestare servizio, andando contro sua madre.
- Abigail Bellweather (stagioni 1-3), interpretata da Ashley Nicole Williams.[3]
Una strega molto capace, appartenente alla nobile famiglia dei Bellweather.
- Generale Sarah Alder (stagioni 2-3;[5] ricorrente stagione 1), interpretata da Lyne Renée,[3] doppiata da Sabrina Duranti.
Il generale a capo dell'esercito di streghe degli Stati Uniti che negoziò l'accordo di Salem di trecento anni fa, ma che presenta ancora un aspetto giovanile.

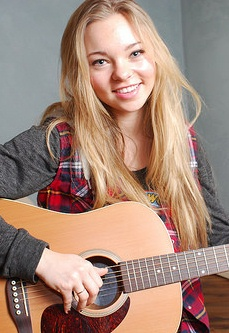
Taylor Hickson interpreta Raelle Collar
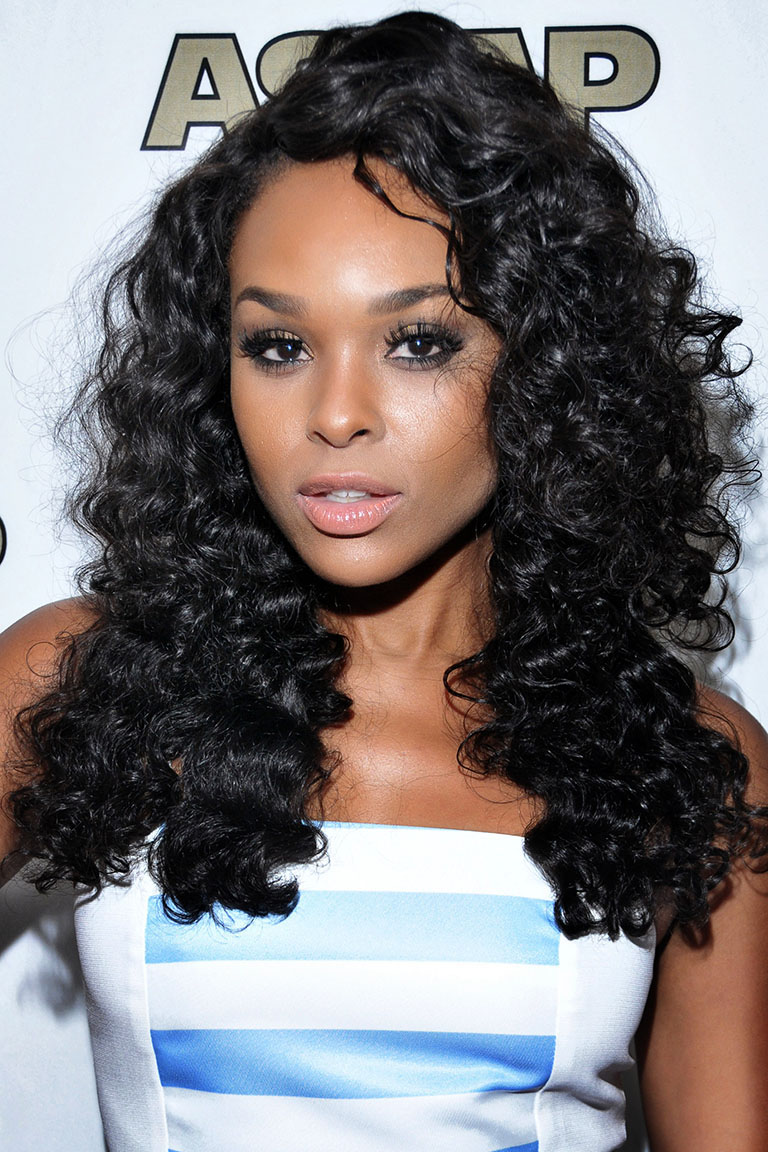
Demetria McKinney interpreta Anacostia Quartermaine

### Personaggi ricorrenti
- Petra Bellweather (stagioni 1-3), interpretata da Catherine Lough Haggquist,[3] doppiata da Roberta Pellini.
La madre di Abigail.
- Edwin Collar (stagioni 1-3), interpretato da Hrothgar Mathews, doppiato da Pasquale Anselmo.
Il padre di Raelle.
- Glory Moffett (stagione 1), interpretata da Annie Jacob.[3]
Una strega, amica di vecchia data di Tally.
- Libba Swythe (stagione 1), interpretata da Sarah Yarkin,[3] doppiata da Lucrezia Marricchi.
Una strega sempre in competizione con Abigail, in quanto appartenente alla famiglia rivale degli Swythe.
- Gerit Buttonwood (stagione 1), interpretato da Kai Bradbury.[3]
Uno stregone con il quale Tally intrattiene una relazione.
- Izadora (stagioni 1-3), interpretata da Emilie Leclerc,[3] doppiata da Georgia Lepore.
Una strega scienziata e insegnante necro.
- Adil (stagioni 1-3), interpretato da Tony Giroux,[3] doppiato da Alessandro Campaiola.
Un membro della misteriosa tribù dei Tarim, fratello di Khalida.
- Khalida (stagioni 1-3), interpretata da Kylee Brown.[3]
Una ragazzina affetta da una strana malattia, membro della misteriosa tribù dei Tarim e sorella di Adil.
- Kelly Wade (stagioni 1-3), interpretata da Sheryl Lee Ralph, doppiata da Alessandra Cassioli.
La presidente degli Stati Uniti d'America.
- Willa Collar (stagioni 2-3; guest star stagione 1), interpretata da Diana Pavlovska.
La madre di Raelle.
- Blanton Silver (stagioni 2-3), interpretato da Victor Webster,[6] doppiato da Simone D'Andrea.
Il vicepresidente degli Stati Uniti d'America, padre di Penelope.
- Nicte Batan (stagioni 2-3), interpretata da Arlen Aguayo-Stewart.[6]
Una sergente strega dal passato del generale Alder.
- Penelope Silver (stagioni 2-3), interpretata da Mellany Barrosas,[6] doppiata da Ludovica Bebi.
La figlia di Blanton che ha da poco scoperto di essere una strega.
- M (stagioni 2-3), interpretato da Ess Hödlmoser,[6] doppiato da Eleonora Reti.
Un leader non binario al college militare.
- Gregorio (stagione 2; guest star stagione 3), interpretato da Praneet Akilla.[6]
Un potenziale partito per Abigail.
- Alban Hearst (stagioni 2-3), interpretato da Bob Frazer.
Un membro di alto rango dei Camarilla.
- Sterling Woodlot (stagioni 2-3), interpretato da Luc Roderique.
Un membro dello staff di Silver, amico di Anacostia.
- Kara Brandt (stagione 3), interpretata da Emilie Ullerup.
La finanziatrice di Silver e dei Camarilla.

## Produzione

### Sviluppo
Lo sviluppo della serie è iniziato nell'agosto 2016, con il semplice titolo di lavorazione Motherland, e il 5 giugno 2018 è stato ordinato l'episodio pilota. Il 5 marzo 2019 Freeform ha confermato la produzione di una prima stagione di 10 episodi. Il creatore della serie è Eliot Laurence che è anche il regista dell'episodio pilota e il produttore esecutivo, insieme a Will Ferrell, Adam McKay, Kevin Messick, Maria Maggenti e Steven Adelson. Il 14 maggio 2019 viene distribuito il primo trailer della serie.
David J. Peterson e Jessie Sams, apposta per la serie, hanno creato il Méníshè, un antico linguaggio parlato dalla tribù dei Tarim.
Il 18 maggio 2020 la serie è stata rinnovata per una seconda stagione. Il 23 agosto 2021 Freeform ha rinnovato la serie anche per una terza e ultima stagione.

### Cast
Insieme all'annuncio della serie, vengono rivelate alcune attrici del cast: Taylor Hickson, Jessica Sutton, Amalia Holm e Demetria McKinney. Kelcey Mawema, una dei protagonisti dell'episodio pilota, viene sostituita da Ashley Nicole Williams. Il 9 agosto 2019 viene annunciato che Bernadette Beck sarebbe apparsa come guest star; il 24 settembre 2019, invece, viene comunicato che Kai Bradbury avrebbe interpretato un personaggio ricorrente; mentre, il 28 gennaio 2020, Sarah Yarkin viene confermata come personaggio ricorrente. Il 19 maggio 2020 Lyne Renée viene promossa a personaggio principale per la seconda stagione. Il 27 maggio 2021 vengono annunciati alcuni nuovi membri del cast, a partire dalla seconda stagione: Victor Webster, Mellany Barros, Praneet Akilla, Ess Hödlmoser e Arlen Aguayo-Stewart.

### Riprese
Le prime riprese sono iniziate a luglio 2018. La lavorazione della prima stagione è iniziata il 22 aprile 2019 ed è terminata il 23 agosto dello stesso anno, in Columbia Britannica. Le riprese della seconda stagione sono cominciate il 9 ottobre 2020 e si sono poi concluse il 1º aprile 2021. Infine le riprese della terza stagione si sono tenute tra il 2 novembre 2021 e il 14 aprile 2022.

## Distribuzione
Negli Stati Uniti la prima stagione è andata in onda dal 18 marzo 2020 sulla rete televisiva Freeform, mentre la seconda viene trasmessa dal 22 giugno 2021. La terza e ultima stagione è invece distribuita a partire dal 21 giugno 2022.
A livello internazionale la serie è stata trasmessa su Fox8 in Australia, su Showmax in Sudafrica e su BBC Three nel Regno Unito (con il titolo Fort Salem). In Italia, come anche in Francia, Germania e Spagna, la prima stagione è stata interamente pubblicata il 20 novembre 2020 su Prime Video.

## Accoglienza
Su Rotten Tomatoes la prima stagione ha un punteggio del 69% basato su 16 recensioni, con un punteggio medio di 6,37/10. Su Metacritic, invece, la prima stagione ha un punteggio di 49 su 100, basato su 7 recensioni.